# Acción del 22 de septiembre de 1914
La Acción del 22 de septiembre de 1914 fue un enfrentamiento naval que tuvo lugar durante la Primera Guerra Mundial, en la cual, tres cruceros acorazados de la Marina Real Británica fueron hundidos por un submarino alemán mientras patrullaban. Aproximadamente 1.450 marineros perdieron la vida, y hubo protestas públicas por las pérdidas. El incidente, erosionó la confianza en el gobierno, y dañó la reputación de la Royal Navy en una época en la que muchos países, la consideraban el principal soporte británico en la guerra.

## Trasfondo
Los cruceros, formaban parte de la 7ª escuadra de cruceros del Reino Unido, apodada irónicamente como la escuadra del cebo vivo, que estaba asignada a tareas de patrulla en el mar del Norte, apoyados por destructores y submarinos de la fuerza Harwich para evitar las incursiones de la Armada Imperial alemana en el Canal. Aunque se había expresado preocupación por la vulnerabilidad de estos anticuados buques, especialmente ante un posible ataque de los modernos cruceros de batalla alemanes, no se realizó ningún cambio antes de los eventos del 22 de septiembre. Había menos preocupación ante un posible ataque submarino en ese momento de la guerra, ya que la amenaza de los U-bote no era tomada en serio por muchos en la Royal Navy.
Los U-bote eran igualmente tratados a la ligera por la Kaiserliche Marine; en las seis primeras semanas de la guerra, se habían perdido dos submarinos, y los resultados obtenidos por estos, resultaban escasos.
La mañana del 22 de septiembre encontró un único U-bote, el U-9, bajo el mando del teniente Otto Weddigen, a través de Broad Fourteens de vuelta a su base.
En la patrulla del 22 de septiembre, había tres cruceros del 7º escuadrón de cruceros, el Aboukir, bajo el mando del capitán John Drummond, oficial de mayor graduación presente, el Hogue y el Cressy. Un cuarto crucero, el Euryalus, buque insignia de la escuadra, bajo el mando del vicealmirante A Christian, había retornado previamente a su base para repostar combustible el día 20, mientras que la escuadra de destructores que debían acompañarlos, se había visto obligada a retirarse ante el estado del mar el 17

## Acción
A las 6:30 de la mañana del 22 de septiembre, con el tiempo en calma y los tres cruceros patrullando a 10 nudos, a dos millas náuticas (4 km aprox.) de la costa. Los buques, llevaban apostados centinelas que intentaban otear periscopios de submarinos u otros buques alemanes, y un cañón de cada costado de cada buque, mantenía a su equipo en sus puestos. El submarino de la Armada alemana, U-9 comandado por el Kapitänleutnant Otto Weddigen tenía orden de atacar a los transportes británicos a Ostend, pero se vio forzado a sumergirse para refugiarse de la tormenta. Al emerger, detectó a los cruceros enemigos, y se tomó la decisión de atacarlos. A las 6:20 el submarino, disparó un torpedo al buque más cercano, que se encontraba a una distancia de 500 m, el cual, impactó al Aboukir por la banda de estribor, inundando la sala de máquinas y causando la detención inmediata del buque. Desde los buques británicos, no se habían detectado submarinos, por lo que Drummond asumió que el buque, había chocado con una mina, y pidió ayuda a los otros dos cruceros para que acudieran en su ayuda. Después de veinticinco minutos, el Aboukir volcó, y se hundió cinco minutos después. Solo pudo ser lanzado un bote salvavidas, ya que la explosión, dejó sin suministro de vapor a los tornos necesarios para lanzarlos.

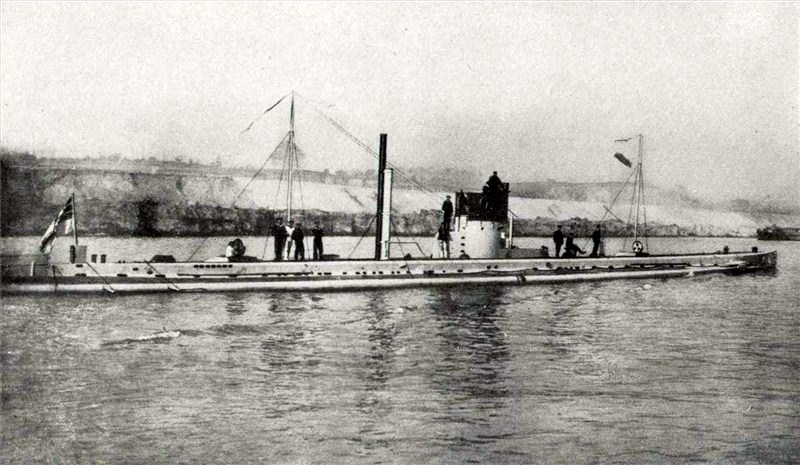
Submarino alemán SM U-9

El U-9 emergió tras disparar su torpedo inicial, y observó a los dos cruceros británicos restantes, intentando rescatar a los tripulantes del buque hundido. Weddigen disparó dos nuevos torpedos a su siguiente objetivo, el Hogue, a un alcance de unas 275 m. Como los torpedos fueron disparados con el submarino en superficie, desde el Hogue, pudieron detectarlo, disparándole antes de que volviera a sumergirse. Los dos torpedos, impactaron al Hogue; cinco minutos después, el capitán Wilmot Nickolson, daba la orden de abandonar el buque, 10 minutos más tarde, al Hogue volcaba, hundiéndose a las 7:15.

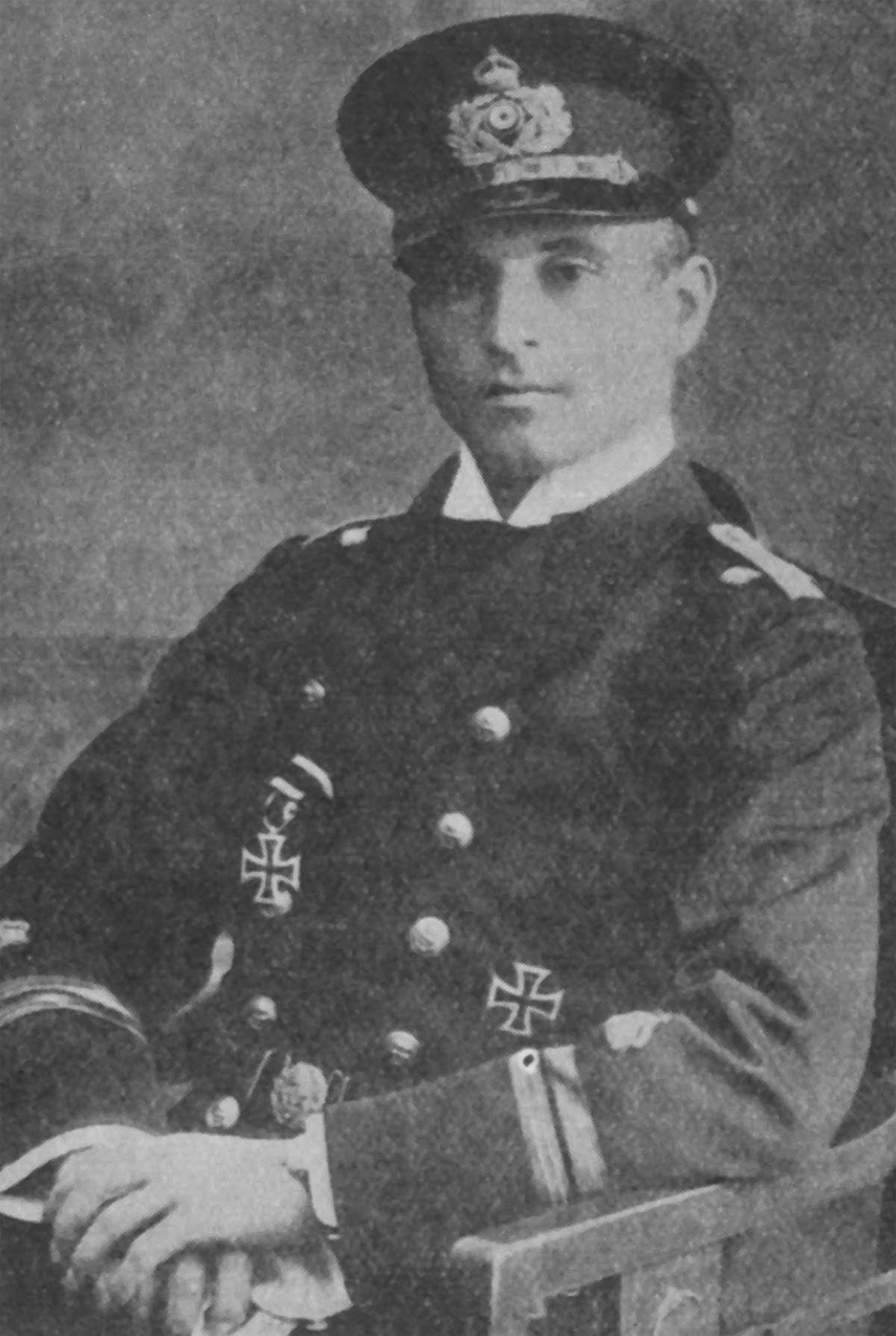
Kapitänleutnant Otto Weddigen

Desde el Cressy, habían detectado al submarino, al que habían intentado disparar y embestir sin éxito. Entonces, el buque, retornó para rescatar a los supervivientes. A las 7:20, el U-9 disparó los dos torpedos de popa a una distancia de 915 m. Uno falló, por lo que el submarino, viró para encarar a al Cressy con su último torpedo a proa a una distancia de 500 m. El crucero, fue impactado por el primer torpedo por el costado de estribor, el segundo, impactó por el costado de babor a las 7:30. El buque, volcó por la banda de estribor, permaneciendo a flote hasta las 7:55 a. m. Dos pesqueros holandeses a vela que se encontraban en las cercanías, declinaron acercarse al Cressy por temor a las minas, lo cual llevó al crucero a dispararles su cañón de proa de 233 mm en un gesto de ira.
La llamada de Socorro, fue recibida por el comodoro Tyrwhitt, que con la escuadra de destructores estaba retornando junto a los cruceros gracias a la mejora del tiempo. A las 8:30 el vapor holandés Flora, se acercó a la zona tras haber avistado los hundimientos, y pudo subir a bordo a 286 hombres. Un Segundo vapor, el Titan, rescató a otros 147 hombres. Otros, fueron rescatados por dos pesqueros a vela, los Coriander y J.G.C., posteriormente, arribaron a la zona los destructores a las 10:45. 837 hombres fueron rescatados, mientras que 1397 tripulantes y 62 oficiales, gran parte de ellos, hombres de la reserva naval, perdieron la vida. 
Wenman "Kit" Wykeham-Musgrave (1899–1989), un guardiamarina a bordo del Aboukir sobrevivió al torpedeo a bordo de los tres buques. Saltó por la borda del Aboukir y se alejó del buque para evitar la succión. Fue subido a bordo del Hogue cuando este fue torpedeado. Repitió lo hecho anteriormente y nado hasta el Cressy, pero después, fue torpedeado, y saltó de Nuevo por la borda, aferrándose a unos maderos, hasta que fue subido a bordo de un pesquero holandés."
Los destructores, comenzaron a buscar al submarino, al cual le quedaba poca energía eléctrica para realizar el viaje de vuelta sumergido, y en superficie, solo podía dar 14 nudos, dejando un rastro de humo de escape en superficie. Weddigen optó por dar la orden de sumergirse, y aguardar durante la noche, emprendiendo el viaje de retorno al día siguiente.

## Consecuencias

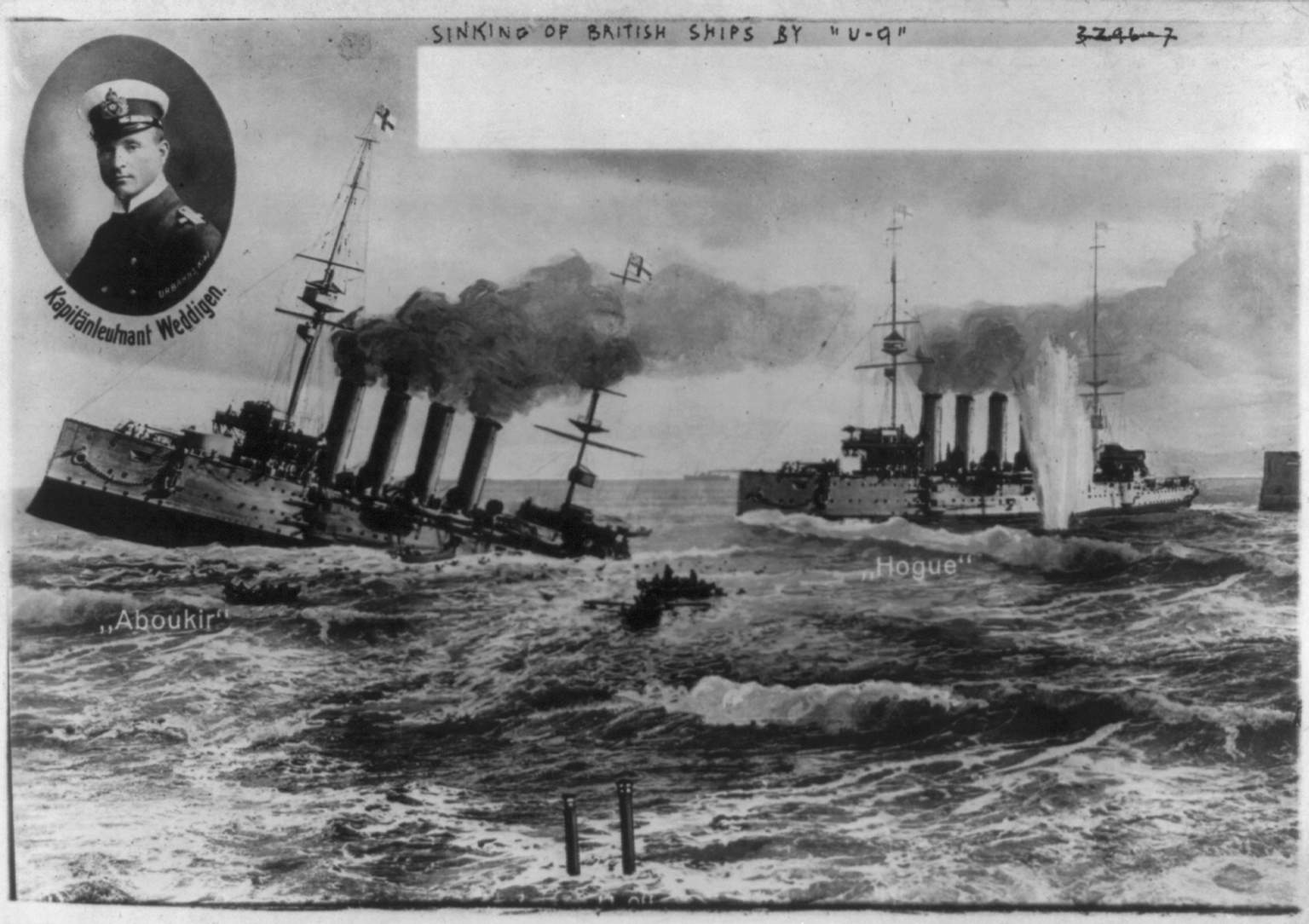
Victorias del U-9 en una tarjeta postal

El desastre, impactó a la opinión pública británica, y dañó la reputación de la Royal Navy a nivel mundial. Los anticuados cruceros protegidos y cruceros acorazados, fueron retirados de las áreas de patrulla; El almirante Christian fue reprendido, y Drummond, que sobrevivió al ataque, fue criticado por el resultado de la investigación, por no seguir las recomendaciones antisubmarinas del almirantazgo, sn embargo, fue elogiado por su conducta durante el ataque. Los 28 oficiales y 258 tripulantes rescatados por el Flora fueron desembarcados en Ymuiden y fueron repatriados el 26 de septiembre.
En contraste, Weddigen y su tripulación, fueron recibidos como héroes a su retorno; Weddigen fue condecorado con la Cruz de Hierro, de primera clase, mientras que su tripulación, recibió la Cruz de Hierro de segunda clase. La reputación de los U-boat quedó establecida como una potente arma de guerra.
El futuro primer lord del mar, Dudley Pound, que sirvió en el acorazado tipo dreadnought HMS St Vincent de la Gran Flota, escribió en su diario el 24 de septiembre:

Mucho nos lamentamos por la pérdida de vidas, pero uno no puede dejar de pensar que es una advertencia útil para nosotros; debemos comenzar a considerar como una amenaza a los submarinos alemanes pues ningún despertar es bueno y el nuestro tenía que llegar tarde o temprano y podía haber llegado acompañado de la pérdida parte de nuestra flota de la combate.

## Orden de batalla
Royal Navy:

- HMS Aboukir, crucero acorazado, buque insignia
- HMS Hogue, crucero acorazado.
- HMS Cressy, crucero acorazado.

Kaiserliche Marine:

- U-9, submarino